# إريك دبليو. ياكوبسن
إريك دبليو. ياكوبسن (بالنرويجية البوكمول: Erik Jakobsen)‏ هو اقتصادي نرويجي، ولد في 1967.